# Cremastobombycia morogorene
Cremastobombycia morogorene is een vlinder uit de familie mineermotten (Gracillariidae). De wetenschappelijke naam van deze soort is voor het eerst geldig gepubliceerd in 2012 door Jurate De Prins.
De soort komt voor in het Afrotropisch gebied.

## Type
- holotype: "male. 30.VIII.1992. Genitalia Preparation 3501. RMCA ENT 000006148"
- instituut: MRAC, Tervuren, België
- typelocatie: "Tanzania, Morogoro District & Town, 550–600 m"

1. ↑  Prins, de J. & Kawahara, A.Y., 2012: Systematics, revisionary taxonomy, and biodiversity of Afrotropical Lithocolletinae (Lepidoptera: Gracillariidae). Zootaxa 3594: 1-283.